# Élections fédérales australiennes de 2022 en Australie-Méridionale
Les élections fédérales australiennes de 2022 en Australie-Méridionale ont eu lieu le 21 mai 2022. Les dix sièges de l'état à la Chambre des représentants et six des 12 sièges du Sénat étaient en élection.

## Résultats

### Chambre
| Parti                                    | Parti                  | Parti                  | Votes     | %     | Swing | Sièges | +/−    |  |
| ---------------------------------------- | ---------------------- | ---------------------- | --------- | ----- | ----- | ------ | ------ |  |
|                                          |                        | Libéral                | 387 664   | 35,31 | –5,26 | 3      | 1      |  |
|                                          | National               | 2 531                  | 0,23      | –0,03 | 0     | Stable |        |  |
| Total du Coalition                       | Total du Coalition     | 390 195                | 35,54     | −5,29 | 3     | 1      |        |  |
|                                          | Travailliste           | Travailliste           | 378 329   | 34,46 | –0,92 | 6      | 1      |  |
|                                          | Verts                  | Verts                  | 140 227   | 12,77 | +3,16 | 0      | Stable |  |
|                                          | Une nation             | Une nation             | 53 057    | 4,83  | +3,99 | 0      | Stable |  |
|                                          | UAP                    | UAP                    | 42 688    | 3,89  | –0,40 | 0      | Stable |  |
|                                          | Alliance du centre     | Alliance du centre     | 36 500    | 3,32  | –1,06 | 1      | Stable |  |
|                                          | Fédération             | Fédération             | 10 354    | 0,94  | +0,94 | 0      | Stable |  |
|                                          | AJP                    | AJP                    | 7 158     | 0,65  | –2,13 | 0      | Stable |  |
|                                          | Démocrates libéraux    | Démocrates libéraux    | 5 248     | 0,48  | +0,48 | 0      | Stable |  |
|                                          | Fusion                 | Fusion                 | 1 631     | 0,15  | +0,15 | 0      | Stable |  |
|                                          | Grand australien       | Grand australien       | 1 184     | 0,11  | +0,11 | 0      | Stable |  |
|                                          | Alliance démocratique  | Alliance démocratique  | 1 007     | 0,09  | +0,09 | 0      | Stable |  |
|                                          | Progressistes          | Progressistes          | 457       | 0,04  | –0,01 | 0      | Stable |  |
|                                          | TNL                    | TNL                    | 251       | 0,02  | +0,02 | 0      | Stable |  |
|                                          | Indépendants           | Indépendants           | 29 500    | 2,69  | +1,48 | 0      | Stable |  |
| Total                                    | Total                  | Total                  | 1 097 786 |       |       | 10     |        |  |
|                                          |                        |                        |           |       |       |        |        |  |
| Votes invalides/blancs                   | Votes invalides/blancs | Votes invalides/blancs | 59 222    | 5,12  | +0,31 | –      | –      |  |
| Participation                            | Participation          | Participation          | 1 157 008 | 91,07 | –2,00 | –      | –      |  |
| Électeurs inscrits                       | Électeurs inscrits     | Électeurs inscrits     | 1 270 400 | –     | –     | –      | –      |  |
| Préférence bipartite                     |                        |                        |           |       |       |        |        |  |
|                                          | Travailliste           | Travailliste           | 592 512   | 53,97 | +3,26 | –      | –      |  |
|                                          | Libéral                | Libéral                | 505 274   | 46,03 | –3,26 | –      | –      |  |
| Source: AEC pour les votes et les sièges |                        |                        |           |       |       |        |        |  |

#### Adélaïde
| Parti                            | Parti                        | Candidat                     | Voix    | %     | ±     |
| -------------------------------- | ---------------------------- | ---------------------------- | ------- | ----- | ----- |
|                                  | Travailliste                 | Steve Georganas              | 45 086  | 39,98 | −0,29 |
|                                  | Libéral                      | Amy Grantham                 | 36 080  | 32,00 | −4,16 |
|                                  | Verts                        | Rebecca Galdies              | 22 666  | 20,10 | +4,38 |
|                                  | Une nation                   | Gayle Allwood                | 3 376   | 2,99  | +2,99 |
|                                  | UAP                          | Sean Allwood                 | 3 055   | 2,71  | −0,54 |
|                                  | Fusion                       | Matthew McMillan             | 1 631   | 1,45  | +1,45 |
|                                  | Fédération                   | Faith Gerhard                | 870     | 0,77  | +0,77 |
| Total des suffrages exprimés     | Total des suffrages exprimés | Total des suffrages exprimés | 112 764 | 96,21 | −0,09 |
| Votes nuls                       | Votes nuls                   | Votes nuls                   | 4 438   | 3,79  | +0,09 |
| Participation                    | Participation                | Participation                | 117 202 | 90,18 | −1,34 |
| Résultat de préférence bipartite |                              |                              |         |       |       |
|                                  | Travailliste                 | Steve Georganas              | 69 816  | 61,91 | +3,73 |
|                                  | Libéral                      | Amy Grantham                 | 42 948  | 38,09 | −3,73 |
|                                  | Travailliste retenir         | Travailliste retenir         | Swing   | +3,73 |       |

#### Barker
| Parti                            | Parti                        | Candidat                     | Voix    | %     | ±     |
| -------------------------------- | ---------------------------- | ---------------------------- | ------- | ----- | ----- |
|                                  | Libéral                      | Tony Pasin                   | 56 330  | 53,24 | −4,64 |
|                                  | Travailliste                 | Mark Braes                   | 22 054  | 20,85 | −0,16 |
|                                  | Verts                        | Rosa Hillam                  | 7 841   | 7,41  | +0,57 |
|                                  | Une nation                   | Carlos Quaremba              | 6 958   | 6,58  | +6,58 |
|                                  | UAP                          | David Swiggs                 | 4 222   | 3,99  | −1,93 |
|                                  | Indépendant                  | Maddy Fry                    | 3 190   | 3,02  | +3,02 |
|                                  | National                     | Jonathan Pietzsch            | 2 531   | 2,39  | −0,26 |
|                                  | Indépendant                  | Vince Pannell                | 1 913   | 1,81  | +1,81 |
|                                  | Fédération                   | Kym Hanton                   | 760     | 0,72  | +0,72 |
| Total des suffrages exprimés     | Total des suffrages exprimés | Total des suffrages exprimés | 105 799 | 93,04 | −1,39 |
| Votes nuls                       | Votes nuls                   | Votes nuls                   | 7 909   | 6,96  | +1,39 |
| Participation                    | Participation                | Participation                | 113 708 | 92,20 | −2,33 |
| Résultat de préférence bipartite |                              |                              |         |       |       |
|                                  | Libéral                      | Tony Pasin                   | 70 483  | 66,62 | −2,32 |
|                                  | Travailliste                 | Mark Braes                   | 35 316  | 33,38 | +2,32 |
|                                  | Libéral retenir              | Libéral retenir              | Swing   | −2,32 |       |

#### Boothby
| Parti                            | Parti                              | Candidat                           | Voix    | %     | ±     |
| -------------------------------- | ---------------------------------- | ---------------------------------- | ------- | ----- | ----- |
|                                  | Libéral                            | Rachel Swift                       | 43 196  | 37,99 | −7,20 |
|                                  | Travailliste                       | Louise Miller-Frost                | 36 746  | 32,32 | −2,31 |
|                                  | Verts                              | Jeremy Carter                      | 17 285  | 15,20 | +3,24 |
|                                  | Indépendant                        | Jo Dyer                            | 7 441   | 6,54  | +6,54 |
|                                  | UAP                                | Graeme Clark                       | 2 520   | 2,22  | +0,33 |
|                                  | Une nation                         | Bob Couch                          | 2 320   | 2,04  | +2,04 |
|                                  | AJP                                | Frankie Bray                       | 1 358   | 1,19  | −1,23 |
|                                  | Démocrates libéraux                | Aleksandra Nikolic                 | 1 250   | 1,10  | +1,10 |
|                                  | Indépendant                        | Paul Busuttil                      | 1 048   | 0,92  | +0,92 |
|                                  | Fédération                         | Peter Harris                       | 543     | 0,48  | +0,48 |
| Total des suffrages exprimés     | Total des suffrages exprimés       | Total des suffrages exprimés       | 113 707 | 95,56 | +0,26 |
| Votes nuls                       | Votes nuls                         | Votes nuls                         | 5 289   | 4,44  | −0,26 |
| Participation                    | Participation                      | Participation                      | 118 996 | 92,54 | −1,07 |
| Résultat de préférence bipartite |                                    |                                    |         |       |       |
|                                  | Travailliste                       | Louise Miller-Frost                | 60 579  | 53,28 | +4,66 |
|                                  | Libéral                            | Rachel Swift                       | 53 128  | 46,72 | −4,66 |
|                                  | Travailliste vainqueur sur Libéral | Travailliste vainqueur sur Libéral | Swing   | +4,66 |       |

#### Grey
| Parti                            | Parti                        | Candidat                     | Voix    | %     | ±      |
| -------------------------------- | ---------------------------- | ---------------------------- | ------- | ----- | ------ |
|                                  | Libéral                      | Rowan Ramsey                 | 46 730  | 45,32 | −5,33  |
|                                  | Travailliste                 | Julie Watson                 | 22 068  | 21,40 | −1,43  |
|                                  | Indépendant                  | Liz Habermann                | 11 613  | 11,26 | +11,26 |
|                                  | Verts                        | Tim White                    | 6,994   | 6,78  | +2,18  |
|                                  | Une nation                   | Kerry Ann White              | 6 452   | 6,26  | −2,43  |
|                                  | UAP                          | Suzanne Waters               | 5 781   | 5,61  | +1,85  |
|                                  | Démocrates libéraux          | Peter Miller                 | 1 427   | 1,38  | +1,38  |
|                                  | Indépendant                  | Richard Carmody              | 1 332   | 1,29  | −0,45  |
|                                  | Fédération                   | Tracey Dempsey               | 721     | 0,70  | +0,70  |
| Total des suffrages exprimés     | Total des suffrages exprimés | Total des suffrages exprimés | 103 118 | 93,07 | −0,02  |
| Votes nuls                       | Votes nuls                   | Votes nuls                   | 7 674   | 6,93  | +0,02  |
| Participation                    | Participation                | Participation                | 110 792 | 89,62 | −3,03  |
| Résultat de préférence bipartite |                              |                              |         |       |        |
|                                  | Libéral                      | Rowan Ramsey                 | 61 938  | 60,07 | −3,25  |
|                                  | Travailliste                 | Julie Watson                 | 41 180  | 39,93 | +3,25  |
|                                  | Libéral retenir              | Libéral retenir              | Swing   | −3,25 |        |

#### Hindmarsh
| Parti                            | Parti                        | Candidat                     | Voix    | %     | ±     |
| -------------------------------- | ---------------------------- | ---------------------------- | ------- | ----- | ----- |
|                                  | Travailliste                 | Mark Butler                  | 46 547  | 42,18 | −0,91 |
|                                  | Libéral                      | Anna Finizio                 | 36 072  | 32,69 | −4,06 |
|                                  | Verts                        | Patrick O'Sullivan           | 15 310  | 13,87 | +2,89 |
|                                  | Une nation                   | Walter Johnson               | 4 341   | 3,93  | +3,93 |
|                                  | UAP                          | George Melissourgos          | 3 896   | 3,53  | −0,81 |
|                                  | AJP                          | Matt Pastro                  | 2 340   | 2,12  | −0,83 |
|                                  | Grand australien             | Jamie Witt                   | 1 184   | 1,07  | +1,07 |
|                                  | Fédération                   | Dianne Richards              | 653     | 0,59  | +0,59 |
| Total des suffrages exprimés     | Total des suffrages exprimés | Total des suffrages exprimés | 110 343 | 94,29 | −1,39 |
| Votes nuls                       | Votes nuls                   | Votes nuls                   | 6 686   | 5,71  | +1,39 |
| Participation                    | Participation                | Participation                | 117 029 | 90,98 | −1,87 |
| Résultat de préférence bipartite |                              |                              |         |       |       |
|                                  | Travailliste                 | Mark Butler                  | 65 043  | 58,95 | +2,41 |
|                                  | Libéral                      | Anna Finizio                 | 45 300  | 41,05 | −2,41 |
|                                  | Travailliste retenir         | Travailliste retenir         | Swing   | +2,41 |       |

#### Kingston
| Parti                            | Parti                        | Candidat                     | Voix    | %     | ±     |
| -------------------------------- | ---------------------------- | ---------------------------- | ------- | ----- | ----- |
|                                  | Travailliste                 | Amanda Rishworth             | 53 810  | 49,20 | −1,38 |
|                                  | Libéral                      | Kathleen Bourne              | 28 273  | 25,85 | −5,87 |
|                                  | Verts                        | John Photakis                | 13 603  | 12,44 | +3,24 |
|                                  | Une nation                   | Robert Godfrey-Brown         | 5 313   | 4,86  | +4,86 |
|                                  | UAP                          | Russell Jackson              | 4 321   | 3,95  | −1,02 |
|                                  | Indépendant                  | Rob De Jonge                 | 2 963   | 2,71  | +2,71 |
|                                  | Fédération                   | Sam Enright                  | 1 079   | 0,99  | +0,99 |
| Total des suffrages exprimés     | Total des suffrages exprimés | Total des suffrages exprimés | 109 362 | 96,19 | +0,30 |
| Votes nuls                       | Votes nuls                   | Votes nuls                   | 4 336   | 3,81  | −0,30 |
| Participation                    | Participation                | Participation                | 113 698 | 91,37 | −1,80 |
| Résultat de préférence bipartite |                              |                              |         |       |       |
|                                  | Travailliste                 | Amanda Rishworth             | 72 564  | 66,35 | +4,41 |
|                                  | Libéral                      | Kathleen Bourne              | 36 798  | 33,65 | −4,41 |
|                                  | Travailliste retenir         | Travailliste retenir         | Swing   | +4,41 |       |

#### Makin
| Parti                            | Parti                        | Candidat                     | Voix    | %     | ±     |
| -------------------------------- | ---------------------------- | ---------------------------- | ------- | ----- | ----- |
|                                  | Travailliste                 | Tony Zappia                  | 49 843  | 46,30 | −2,12 |
|                                  | Libéral                      | Alan Howard-Jones            | 33 840  | 31,44 | −1,44 |
|                                  | Verts                        | Emma Mustaca                 | 12 317  | 11,44 | +2,81 |
|                                  | Une nation                   | Rajan Vaid                   | 5 097   | 4,74  | +4,74 |
|                                  | UAP                          | Kimberley Drozdoff           | 4 638   | 4,31  | −2,13 |
|                                  | Fédération                   | Abram Lazootin               | 1 907   | 1,77  | +1,77 |
| Total des suffrages exprimés     | Total des suffrages exprimés | Total des suffrages exprimés | 107 642 | 95,87 | +0,36 |
| Votes nuls                       | Votes nuls                   | Votes nuls                   | 4 639   | 4,13  | −0,36 |
| Participation                    | Participation                | Participation                | 112 281 | 91,20 | −1,92 |
| Résultat de préférence bipartite |                              |                              |         |       |       |
|                                  | Travailliste                 | Tony Zappia                  | 65 444  | 60,80 | +1,08 |
|                                  | Libéral                      | Alan Howard-Jones            | 42 198  | 39,20 | −1,08 |
|                                  | Travailliste retenir         | Travailliste retenir         | Swing   | +1,08 |       |

#### Mayo
| Parti                                        | Parti                        | Candidat                     | Voix    | %     | ±      |
| -------------------------------------------- | ---------------------------- | ---------------------------- | ------- | ----- | ------ |
|                                              | Alliance du centre           | Rebekha Sharkie              | 36 500  | 31,41 | −2,78  |
|                                              | Libéral                      | Allison Bluck                | 31 411  | 27,03 | −10,62 |
|                                              | Travailliste                 | Marisa Bell                  | 21 051  | 18,11 | +4,45  |
|                                              | Verts                        | Greg Elliott                 | 13 705  | 11,79 | +2,53  |
|                                              | Une nation                   | Tonya Scott                  | 4 775   | 4,11  | +4,11  |
|                                              | UAP                          | Samantha McGrail             | 4 089   | 3,52  | +0,33  |
|                                              | AJP                          | Padma Chaplin                | 1 929   | 1,66  | −0,38  |
|                                              | Démocrates libéraux          | Jacob van Raalte             | 1 424   | 1,23  | +1,23  |
|                                              | Fédération                   | Mark Neugebauer              | 1 330   | 1,14  | +1,14  |
| Total des suffrages exprimés                 | Total des suffrages exprimés | Total des suffrages exprimés | 116 214 | 94,95 | −2,00  |
| Votes nuls                                   | Votes nuls                   | Votes nuls                   | 6 176   | 5,05  | +2,00  |
| Participation                                | Participation                | Participation                | 122 390 | 93,68 | −1,29  |
| Résultat de préférence bipartite (notionnel) |                              |                              |         |       |        |
|                                              | Travailliste                 | Marisa Bell                  | 59 955  | 51,59 | +4,13  |
|                                              | Libéral                      | Allison Bluck                | 56 259  | 48,41 | −4,13  |
| Résultat de préférence bicandidat            |                              |                              |         |       |        |
|                                              | Alliance du centre           | Rebekha Sharkie              | 72 355  | 62,26 | +7,12  |
|                                              | Libéral                      | Allison Bluck                | 43 859  | 37,74 | −7,12  |
|                                              | Alliance du centre retenir   | Alliance du centre retenir   | Swing   | +7,12 |        |

#### Spence
| Parti                            | Parti                        | Candidat                     | Voix    | %     | ±      |
| -------------------------------- | ---------------------------- | ---------------------------- | ------- | ----- | ------ |
|                                  | Travailliste                 | Matt Burnell                 | 46 596  | 43,86 | −7,10  |
|                                  | Libéral                      | Shawn Lock                   | 27 153  | 25,56 | −0,27  |
|                                  | Verts                        | David Deex                   | 12 052  | 11,35 | +4,14  |
|                                  | Une nation                   | Linda Champion               | 11 532  | 10,86 | +10,86 |
|                                  | UAP                          | Alvin Warren                 | 7 158   | 6,74  | −0,30  |
|                                  | Fédération                   | Matilda Bawden               | 1 736   | 1,63  | +1,63  |
| Total des suffrages exprimés     | Total des suffrages exprimés | Total des suffrages exprimés | 106 227 | 95,05 | +1,03  |
| Votes nuls                       | Votes nuls                   | Votes nuls                   | 5 534   | 4,95  | −1,03  |
| Participation                    | Participation                | Participation                | 111 761 | 86,57 | −3,97  |
| Résultat de préférence bipartite |                              |                              |         |       |        |
|                                  | Travailliste                 | Matt Burnell                 | 66 818  | 62,90 | −1,23  |
|                                  | Libéral                      | Shawn Lock                   | 39 409  | 37,10 | +1,23  |
|                                  | Travailliste retenir         | Travailliste retenir         | Swing   | −1,23 |        |

#### Sturt
| Parti                            | Parti                        | Candidat                     | Voix    | %     | ±     |
| -------------------------------- | ---------------------------- | ---------------------------- | ------- | ----- | ----- |
|                                  | Libéral                      | James Stevens                | 48 579  | 43,14 | −7,43 |
|                                  | Travailliste                 | Sonja Baram                  | 34 528  | 30,66 | +0,80 |
|                                  | Verts                        | Katie McCusker               | 18 454  | 16,39 | +5,21 |
|                                  | UAP                          | Stephen Grant                | 3 008   | 2,67  | +0,25 |
|                                  | Une nation                   | Alexander Allwood            | 2 893   | 2,57  | +2,57 |
|                                  | AJP                          | David Sherlock               | 1 531   | 1,36  | −0,34 |
|                                  | Démocrates libéraux          | Thomas McMahon               | 1,147   | 1.02  | +1.02 |
|                                  | Alliance démocratique        | Inty Elham                   | 1 007   | 0,89  | +0,89 |
|                                  | Fédération                   | Kathy Scarborough            | 755     | 0,67  | +0,67 |
|                                  | Progressistes                | Angela Fulco                 | 457     | 0,41  | −0,10 |
|                                  | TNL                          | Chris Schmidt                | 251     | 0,22  | +0,22 |
| Total des suffrages exprimés     | Total des suffrages exprimés | Total des suffrages exprimés | 112 610 | 94,51 | −0,12 |
| Votes nuls                       | Votes nuls                   | Votes nuls                   | 6 541   | 5,49  | +0,12 |
| Participation                    | Participation                | Participation                | 119 151 | 92,38 | −1,27 |
| Résultat de préférence bipartite |                              |                              |         |       |       |
|                                  | Libéral                      | James Stevens                | 56 813  | 50,45 | −6,42 |
|                                  | Travailliste                 | Sonja Baram                  | 55 797  | 49,55 | +6,42 |
|                                  | Libéral retenir              | Libéral retenir              | Swing   | −6,42 |       |

### Sénat
| Parti                        | Parti                                    | Candidat                                                                                          | Voix      | %     | ±     |
| ---------------------------- | ---------------------------------------- | ------------------------------------------------------------------------------------------------- | --------- | ----- | ----- |
| Quota                        | Quota                                    | Quota                                                                                             | 158 672   |       |       |
|                              | Libéral                                  | 1. Simon Birmingham (élu 1) 2. Andrew McLachlan (élu 3) 3. Kerrynne Liddle (élu 6) 4. Tania Stock | 382 874   | 33,93 | −3,88 |
|                              | Travailliste                             | 1. Penny Wong (élu 2) 2. Don Farrell (élu 4) 3. Trimann Gill 4. Joanne Sutton 5. Belinda Owens    | 362 104   | 32,26 | +1,90 |
|                              | Verts                                    | 1. Barbara Pocock (élu 5) 2. Major Sumner 3. Melanie Selwood                                      | 134 908   | 11,95 | +1,04 |
|                              | Une nation                               | 1. Jennifer Game 2. Alan Watchman                                                                 | 45 249    | 4,01  | −0,86 |
|                              | UAP                                      | 1. Michael Arbon 2. Caelum Schild                                                                 | 34 167    | 3,03  | +0,33 |
|                              | Nick Xenophon                            | 1. Nick Xenophon 2. Stirling Griff                                                                | 33 713    | 2,99  | +2,99 |
|                              | Légaliser le cannabis                    | 1. Tyler Green 2. Angela Adams                                                                    | 26 235    | 2,35  | +0,19 |
|                              | Démocrates libéraux                      | 1. Ian Markos 2. Josh Smith                                                                       | 24 866    | 2,20  | +1,53 |
|                              | Rex Patrick                              | 1. Rex Patrick 2. Leonie McMahon                                                                  | 23 425    | 2,08  | +2,08 |
|                              | AJP                                      | 1. Louise Pfeiffer 2. Julie Pastro                                                                | 19 843    | 1,76  | −0,11 |
|                              | Grand australien                         | 1. Jo-Anne Eason 2. Trevor Bennett                                                                | 6 910     | 0,61  | −0,55 |
|                              | Fédération                               | 1. Cathy Byrne 2. Nick Duffield                                                                   | 4 902     | 0,43  | +0,43 |
|                              | Famille                                  | 1. Bob Day 2. Pat Amadio                                                                          | 4 799     | 0,43  | +0,43 |
|                              | National                                 | 1. Lisa Blandford 2. Damien Buijs                                                                 | 3 969     | 0,35  | +0,35 |
|                              | Fusion                                   | 1. Drew Wolfendale 2. David Kennedy                                                               | 3 770     | 0,33  | +0,33 |
|                              | Australie durable                        | 1. Elsie Michie 2. Jack Duxbury                                                                   | 3 448     | 0,31  | −0,17 |
|                              | Démocrates                               | 1. Roger Yazbek 2. Sandra Kanck                                                                   | 3 194     | 0,28  | −0,31 |
|                              | Local                                    | 1. Julie-Anne Finney 2. Rodney Parnell                                                            | 2 389     | 0,21  | −0,21 |
|                              | IMOP                                     | 1. Raina Cruise 2. Heather Harley                                                                 | 2 320     | 0,21  | +0,21 |
|                              | Citoyens                                 | 1. Russell Francis 2. Rodney Currey                                                               | 1 205     | 0,11  | −0,04 |
|                              | Alliance démocratique                    | 1. Adila Yarmuhammad 2. Amina Yarmuhammad                                                         | 1 011     | 0,09  | +0,09 |
|                              | Indépendant                              | 1. Harmeet Kaur 2. Rajesh Kumar                                                                   | 571       | 0,05  | +0,05 |
|                              | Non-groupé                               | 1. Michael Hopper                                                                                 | 652       | 0,06  | −0,04 |
| Total des suffrages exprimés | Total des suffrages exprimés             | Total des suffrages exprimés                                                                      | 1 128 524 | 97,08 | +0,58 |
| Votes nuls                   | Votes nuls                               | Votes nuls                                                                                        | 33 948    | 2,92  | −0,58 |
| Participation                | Participation                            | Participation                                                                                     | 1 162 472 | 91,50 | −2,20 |
|                              | Libéral retenir                          | Libéral retenir                                                                                   | Swing     | −3,88 |       |
|                              | Libéral retenir                          | Libéral retenir                                                                                   | Swing     | −3,88 |       |
|                              | Libéral vainqueur sur Alliance du centre | Libéral vainqueur sur Alliance du centre                                                          | Swing     | −3,88 |       |
|                              | Travailliste retenir                     | Travailliste retenir                                                                              | Swing     | +1,90 |       |
|                              | Travailliste retenir                     | Travailliste retenir                                                                              | Swing     | +1,90 |       |
|                              | Verts vainqueur sur Alliance du centre   | Verts vainqueur sur Alliance du centre                                                            | Swing     | +1,04 |       |